# Мари Маргерит, герцогиня Анжуйская
Мари́ Ма́ргерит, герцогиня Анжуйская (фр. Marie Marguerite, duchesse d'Anjou), в девичестве — Варгас Сантаэлья (исп. Vargas Santaella; 21 октября 1983, Каракас, Венесуэла) — герцогиня Анжуйская.

## Биография
Мари Маргерит Варгас Сантаэлья родилась 21 октября 1983 года в Каракасе (Венесуэла) в семье Виктора Хосе Варгаса Ираускина и Кармен Леонор Сантаэльи Теллерии. У Мари есть сестра — Мария Виктория д’Агостино Касадо, а её брат, Виктор Хосе Варгас Сантаэлья, умер.
С 5 ноября 2004 года Мари замужем за Луисом Альфонсо, герцогом Анжуйским (род. 1974). У супругов четверо детей: дочь Эухения, принцесса де Бурбон (род. 05.03.2007) и сыновья-близнецы — Луи, герцог Бургундский и Альфонс, герцог Беррийский (род. 28.05.2010). 1 февраля 2019 года в Нью-Йорке родился сын Энрике, получивший титул герцога Туреньского.